# Ганнівка (Новомиргородська міська громада)
Га́ннівка (також відома як Ні́мцеве) — село в Україні, у Новомиргородській міській громаді Новоукраїнського району Кіровоградської області. Населення становить 7 осіб. Площа села — 40,85 га.

## Історія

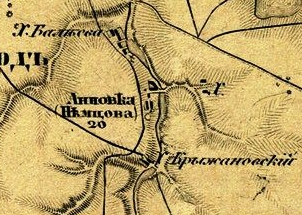
Ганнівка на військово-топографічній карті 1869 року

Назва села походить від імені поміщиці Ганни Грабської.

## Населення
Згідно з переписом УРСР 1989 року чисельність наявного населення села становила 27 осіб, з яких 13 чоловіків та 14 жінок.
За переписом населення України 2001 року в селі мешкало 27 осіб.
Станом на 1 січня 2015 року, у селі проживало 7 мешканців.

### Мова
Розподіл населення за рідною мовою за даними перепису 2001 року:
| Мова       | Відсоток |
| ---------- | -------- |
| українська | 85,19 %  |
| російська  | 14,81 %  |

## Вулиці
У Ганнівці налічується одна вулиця — вул. Берегова.